# Kamrater
Kamrater (tyska: Drei Kameraden) är en roman från 1936 av Erich Maria Remarque.
Romanen beskriver tre desillusionerade första världskrigsveteraners liv i Berlin 1928. I svensk översättning 1963.